# 小路東
小路東（しょうじひがし）は、大阪府大阪市生野区にある町名。現行行政地名は小路東一丁目から小路東六丁目。

## 地理
生野区の北東部に位置し、西に小路、南西に巽北、西と南に東大阪市、北に東成区大今里南と接している。

## 世帯数と人口
2019年（平成31年）3月31日現在の世帯数と人口は以下の通りである。
| 丁目         | 世帯数    | 人口    |
| ------------ | --------- | ------- |
| 小路東一丁目 | 877世帯   | 1,625人 |
| 小路東二丁目 | 1,138世帯 | 1,965人 |
| 小路東三丁目 | 709世帯   | 1,437人 |
| 小路東四丁目 | 757世帯   | 1,456人 |
| 小路東五丁目 | 541世帯   | 1,023人 |
| 小路東六丁目 | 526世帯   | 966人   |
| 計           | 4,548世帯 | 8,472人 |

### 人口の変遷
国勢調査による人口の推移。
| 1995年（平成7年）  | 10,294人 | [ 5 ] |  |
| 2000年（平成12年） | 9,875人  | [ 6 ] |  |
| 2005年（平成17年） | 9,381人  | [ 7 ] |  |
| 2010年（平成22年） | 9,090人  | [ 8 ] |  |
| 2015年（平成27年） | 8,625人  | [ 9 ] |  |

### 世帯数の変遷
国勢調査による世帯数の推移。
| 1995年（平成7年）  | 4,139世帯 | [ 5 ] |  |
| 2000年（平成12年） | 4,207世帯 | [ 6 ] |  |
| 2005年（平成17年） | 4,324世帯 | [ 7 ] |  |
| 2010年（平成22年） | 4,372世帯 | [ 8 ] |  |
| 2015年（平成27年） | 4,356世帯 | [ 9 ] |  |

## 事業所
2016年（平成28年）現在の経済センサス調査による事業所数と従業員数は以下の通りである。
| 丁目         | 事業所数  | 従業員数 |
| ------------ | --------- | -------- |
| 小路東一丁目 | 86事業所  | 320人    |
| 小路東二丁目 | 83事業所  | 361人    |
| 小路東三丁目 | 38事業所  | 96人     |
| 小路東四丁目 | 60事業所  | 515人    |
| 小路東五丁目 | 49事業所  | 184人    |
| 小路東六丁目 | 32事業所  | 135人    |
| 計           | 348事業所 | 1,611人  |

## 交通

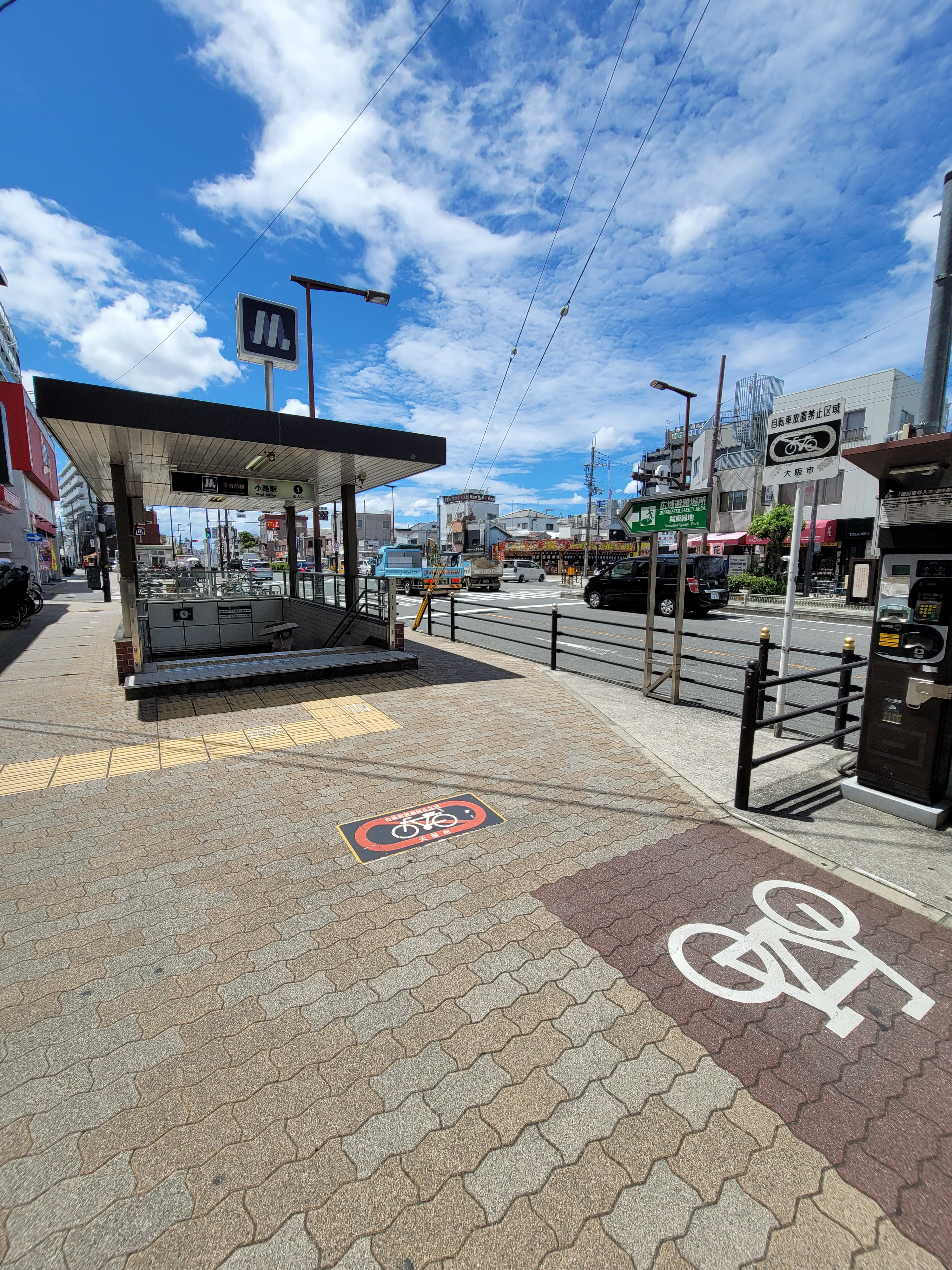
地下鉄千日前線小路駅1号出入口

### 鉄道
- Osaka Metro
  - 千日前線 小路駅

### バス
- 大阪シティバス 12号系統：地下鉄小路・小路東二丁目・小路駅四丁目・小路東五丁目・小路東六丁目停留所

### 道路
- 大阪内環状線
- 布施駅前商店街
- 大阪府道172号線

## 施設
- 金光藤蔭高等学校
- 大阪市立東小路小学校
- 生野東小路郵便局

## その他

### 日本郵便
- 〒544-0003[3]（集配局：生野郵便局[11]）